# Minimo solare

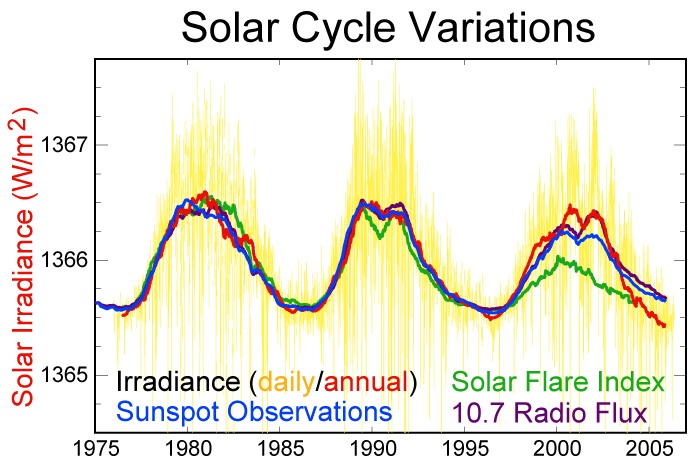
Un grafico che illustra le variazioni del ciclo solare

Il minimo solare (min solare) è il periodo di minore attività del Sole nel ciclo solare; durante questo periodo, l'attività delle macchie solari e dei flare tende a diminuire, fino a diventare quasi assente per diversi giorni consecutivi. La data precisa del minimo si ricava misurando per dodici mesi l'attività delle macchie solari in un periodo di apparente minore attività, quindi l'identificazione precisa della data può avvenire solamente sei mesi dopo la data reale del minimo.
Al minimo solare si contrappone il massimo solare, durante la quale compaiono sulla fotosfera della stella centinaia di macchie solari. Prossimo minimo solare dal 2020 al 2055. Come nel 1645.

## Caratteristiche del minimo solare
Il minimo solare, essendo il periodo di minore attività della stella, è anche il periodo in cui si concentra, per via della diminuzione nella quantità delle radiazioni emesse, il maggior numero di missioni spaziali con equipaggio. Durante questa fase, gli astrofisici possono predire con una certa precisione, i successivi due cicli solari tramite l'effetto dinamo solare: se si rivela piuttosto intenso, le linee del campo magnetico solare tendono ad attorcigliarsi maggiormente, provocando la comparsa, durante il massimo successivo, di un gran numero di macchie, mentre un effetto dinamo meno intenso risulterà nella comparsa di un minor numero di macchie. Tramite questo procedimento, il ciclo solare con massimo nel 2022 potrebbe essere uno dei più deboli dal minimo di Maunder. A conferma di questa ipotesi vi è la profondità dell'attuale minimo che per il centro SIDC ha visto il mese di agosto chiudere con una media di sunspot giornaliera di 0.0 cosa che non accadeva dal 1913 (ultimo ciclo debole prima del massimo moderno). Attualmente questo minimo è il 5° più profondo dal 1849 (statistica basata sui giorni senza macchie nel periodo tra un massimo e quello successivo).